# Bullying sexual

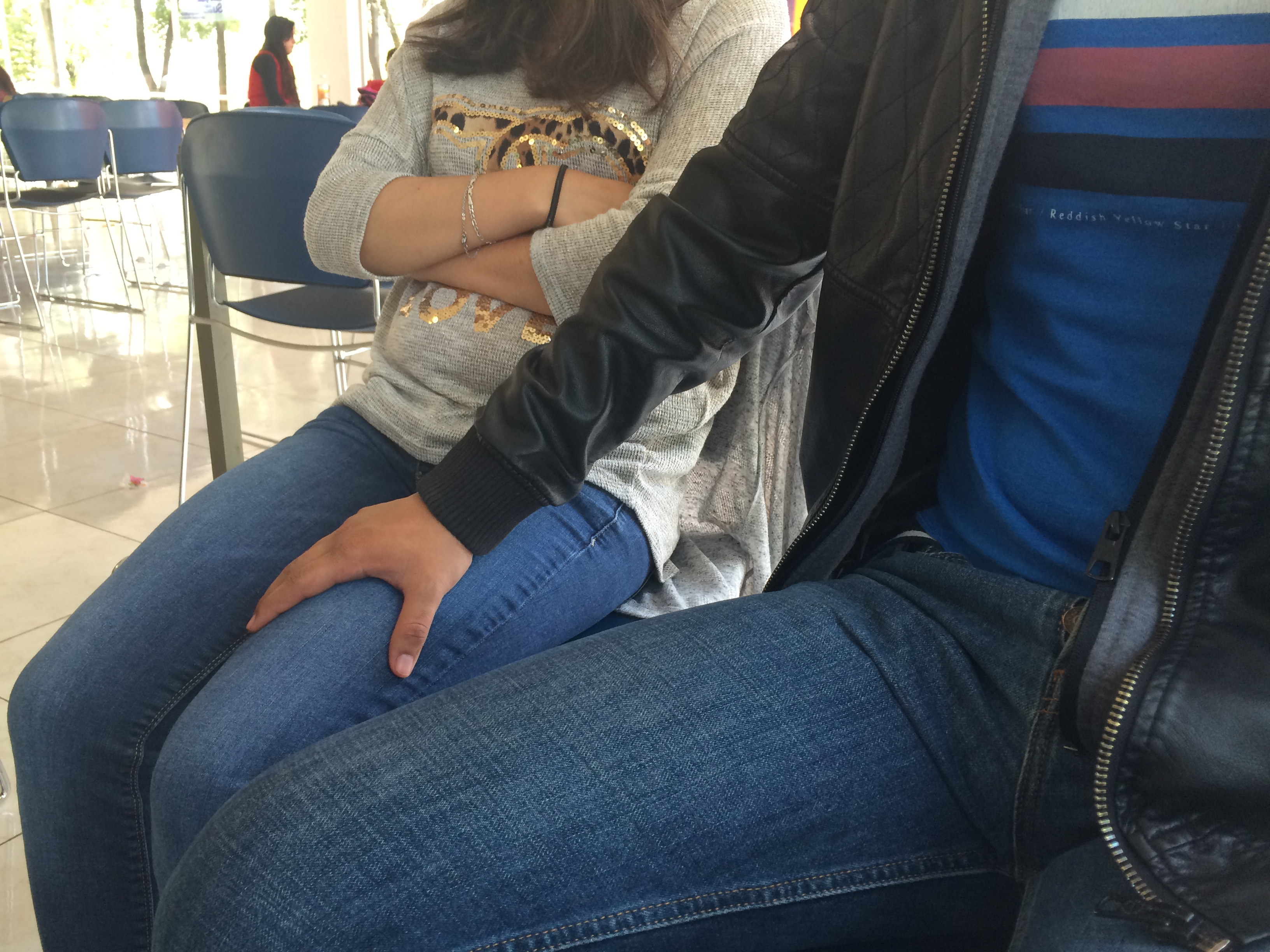
El bullying sexual puede ser físico, verbal y/o emocional.

El bullying sexual es una forma de acoso o intimidación en relación con el sexo, el cuerpo, la orientación sexual o la actividad sexual de una persona. Puede ser de naturaleza física, verbal o emocional y ocurre en diversos entornos, incluidas escuelas, lugares de trabajo y plataformas en línea. El bullying sexual puede tener efectos graves y duraderos en el bienestar mental y emocional de las víctimas.

## Tipos de interacciones

### Bullyingfísico y verbal
El bullying sexual puede implicar gestos sexualmente sugerentes, contacto físico sin consentimiento, agresión sexual o violación. Además, el acoso sexual puede ocurrir con insultos abusivos y sexualizados, difusión de rumores relacionados con el sexo, presión a alguien para que haga algo sexual sin su consentimiento, sexismo en todas sus formas, insinuaciones sexuales no deseadas y upskirting.

### Cyberbullyingsexual
El cyberbullying sexual es una forma de ciberacoso que implica el uso de tecnología, como teléfonos móviles, redes sociales y otras herramientas en línea, para acosar o coaccionar a alguien de una manera sexualmente explícita.
Esto puede incluir solicitar fotos o mensajes explícitos, enviar fotos o mensajes sexualmente explícitos no deseados, compartir mensajes y fotos sexualmente explícitos en línea sin consentimiento, amenazar con enviar fotos privadas en línea con el objetivo de recibir sexo consensual y hacer públicamente comentarios sexualmente explícitos no deseados.

## Estudios de caso

### Estudiantes
Un estudio realizado por el Sindicato Nacional de Profesores del Reino Unido indicó que el bullying sexual comienza en la escuela primaria y suele adoptar la forma de insultos verbales de los niños dirigidos a las niñas y las mujeres. Los insultos se centran generalmente en el estatus sexual de las niñas, e incluyen términos como 'perra', 'escoria' y 'zorra' .
Los niños son principalmente sujetos de bullying sexual si sus compañeros los consideran no promiscuos o carentes de rasgos masculinos. El abuso sexual más frecuente que reciben los niños son los insultos relacionados con términos homofóbicos.

### LGBT
Según un estudio de la UNESCO de 2016, una proporción significativa de estudiantes LGBT experimentan violencia homofóbica y transfóbica en las escuelas a nivel mundial. La proporción de estudiantes LGBT afectados osciló entre el 16% en Nepal y el 85% en Estados Unidos. Los estudiantes LGBT también tienen más probabilidades de sufrir ese tipo de violencia en la escuela que en el hogar o en la comunidad.
Los estudiantes LGBT reportan una mayor prevalencia de violencia en la escuela que sus compañeros no LGBT. En Nueva Zelanda, por ejemplo, los estudiantes lesbianas, gays y bisexuales tenían tres veces más probabilidades de ser intimidados que sus pares heterosexuales y en Noruega entre el 15% y el 48% de los estudiantes lesbianas, gays y bisexuales informaron haber sido intimidados en comparación con el 7% de los estudiantes heterosexuales.

## Efectos y riesgos asociados
Las víctimas de acoso sexual pueden luchar contra depresión, la ansiedad, el aislamiento, la baja autoestima, los trastornos alimentarios, el trastorno por estrés postraumático (TEPT) y otros problemas de salud mental. En algunos casos, el acoso sexual puede provocar autolesiones o incluso suicidio.
Las mujeres de minorías sexuales acosadas tienen más probabilidades de experimentar depresión e ideación suicidas que sus homólogos masculinos heterosexuales y de minorías sexuales.